# リクトル

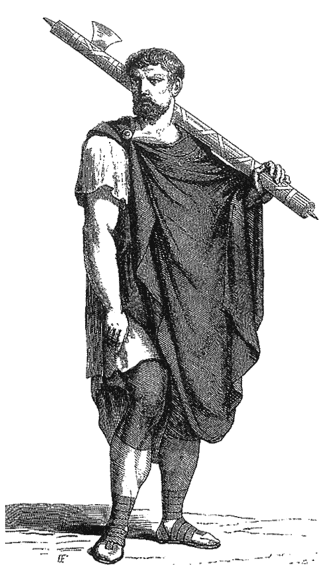
リクトル

リクトル（羅：Lictor）は、古代ローマにおける役職の1つ。インペリウムを有する要人の護衛を主な任務として、共和政ローマから帝政ローマまでの長きにわたり存在した。
もともとは、エトルリアの伝統からローマに取り入れられたと考えられている。プレブス階級の屈強な者から選ばれることになっていたが、ほとんどのローマの歴史において解放奴隷が務めることが多かった。しかし、ローマ市民権を有しなければリクトルにはなれなかった。
リクトルは特権として兵役が免除されるほか、給料は帝政初期において600セステルティウスで、これはローマ軍兵士の給料の3分の2程度だった。「プリムス・リクトル」と呼ばれるリーダーを筆頭として、常に集団で行動した。
通常は要人の個人的な選択で選ばれるが、たまにくじ引きで選ばれることもあった。

## 義務
前述のようにリクトルはインペリウムを持つ要人の警護を任務としており、その行くところ全てにつき従った。武器の携帯が禁じられるポメリウム内ではファスケス（木の棒の束）を飾った杖を所持し、ポメリウム外ではそこに斧の装飾が追加された。この斧は処罰の権限の象徴である。また、独裁官のリクトルのみポメリウム内でも斧つきファスケスの携帯を許された。
リクトルたちは要人の前で、一定の規則にしたがって隊列を作った。下命あるときにそなえ、要人本人のすぐ前に陣取るのが「プリムス・リクトル」（筆頭リクトル）である。人ごみの中では要人のために人を掻き分け、道を作った。要人は自由都市を訪れる際か、より高位の要人と会談する際にのみ、リクトルの随伴を免ずることができた。
必要とされるリクトルの数は、公職によって以下の通りに異なる。
- 独裁官 - 24人（ポメリウム内では12人。ただし、スッラのみ内外構わず24人従えた）
- 執政官 - 12人
- 前執政官 - 11人
- 騎兵長官 - 6名
- 法務官 - 6人（ポメリウム内では2人）
- 前法務官 - 5人
- 上級按察官 - 2人

これ以外にウェスタの巫女には、式典を催す際にのみリクトルが1人だけ付き従った。